# 史躬盛
史躬盛（？—？），字逢仲，號存訒，浙江湖州府烏程縣軍籍。

## 生平
万历四十年（1612年）壬子科浙江乡试第八名举人，萬曆四十七年（1619年）己未科進士，初授广德州知州，迁刑部主事，晋广东司员外、郎中，多所平反。崇祯初疏奏魏珰欺君误国五罪，谓澌滅廉耻，剥削元气，紊乱官方，鱼肉生灵，销耗物力，词甚剀切，奉俞旨。出任保定府知府，清苑前任知县黄宗昌升任御史后，弹劾首辅周延儒，延儒属托同乡史躬盛罗织罪名，诬陷黄宗昌。躬盛让继任的清苑知县崔泌之去办，被其回绝“杀人以媚人，吾不为也。”史躬盛恼羞成怒，诬其贪污钱粮三万七千余两，让其补清。崇祯三年（1630年），两人在巡按御史前争辩，在争辩激烈之时，崔泌之忿愤难平，当着巡按御史甘学阔的面，以拳殴打了顶头上司史躬盛。泌之遂被逮赴刑部大牢关押。后仕至江西瑞州知府。